# Anolis boulengerianus
Espèce
Synonymes
- Anolis isthmicus Fitch, 1978
- Norops isthmicus (Fitch, 1978)

Anolis boulengerianus est une espèce de sauriens de la famille des Dactyloidae. 

## Répartition
Cette espèce est endémique d'Oaxaca au Mexique. 

## Taxinomie
Anolis boulengerianus a été relevée de sa synonymie avec Anolis nebulosus par Nieto-Montes De Oca, Köhler et Feria-Ortiz en 2014 et ils ont dans le même temps placé Anolis isthmicus en synonymie.

## Étymologie
Cette espèce est nommée en l'honneur de George Albert Boulenger.

## Publication originale
- Thominot, 1887 : Description de trois espèces nouvelles d'Anolis et d'un amphisbaenien. Bulletin de la Société Philomatique de Paris, sér. 7, vol. 11, p. 182–190 (texte intégral).